# Boston-Marathon 2011
Der Boston-Marathon 2011 war die 115. Ausgabe der jährlich stattfindenden Laufveranstaltung in Boston, Vereinigte Staaten. Der Marathon fand am 18. April 2011 statt und war der zweite World Marathon Majors des Jahres.
Bei den Männern gewann Geoffrey Kiprono Mutai in 2:03:02 h und bei den Frauen Caroline Cheptanui Kilel in 2:22:36 h.

## Ergebnisse

### Männer
| Platz | Athlet                    | Land               | Zeit (h) |
| ----- | ------------------------- | ------------------ | -------- |
| 01    | Geoffrey Kiprono Mutai    | Kenia              | 2:03:02  |
| 02    | Moses Cheruiyot Mosop     | Kenia              | 2:03:06  |
| 03    | Gebregziabher Gebremariam | Äthiopien          | 2:04:53  |
| 04    | Ryan Hall                 | Vereinigte Staaten | 2:04:58  |
| 05    | Abreham Cherkos           | Äthiopien          | 2:06:13  |
| 06    | Robert Kiprono Cheruiyot  | Kenia              | 2:06:43  |
| 07    | Philip Kimutai Sanga      | Kenia              | 2:07:10  |
| 08    | Deressa Chimsa            | Äthiopien          | 2:07:39  |
| 09    | Bekana Daba               | Äthiopien          | 2:08:03  |
| 10    | Robert Kipkorir Kipchumba | Kenia              | 2:08:44  |

### Frauen
| Platz | Athletin                 | Land               | Zeit (h) |
| ----- | ------------------------ | ------------------ | -------- |
| 01    | Caroline Cheptanui Kilel | Kenia              | 2:22:36  |
| 02    | Desiree Davila           | Vereinigte Staaten | 2:22:38  |
| 03    | Sharon Jemutai Cherop    | Kenia              | 2:22:42  |
| 04    | Caroline Rotich          | Kenia              | 2:24:26  |
| 05    | Kara Goucher             | Vereinigte Staaten | 2:24:52  |
| 06    | Dire Tune                | Äthiopien          | 2:25:08  |
| 07    | Werknesh Kidane          | Äthiopien          | 2:26:15  |
| 08    | Yolanda Cabellero        | Kolumbien          | 2:26:17  |
| 09    | Alice Jemeli Timbilili   | Kenia              | 2:26:34  |
| 10    | Julija Ruban             | Ukraine            | 2:27:00  |